# 格伦德尔布吕什
格伦德尔布吕什（法語：Grendelbruch，法語發音：[gʁɛndəlbʁyʃ] ⓘ 或 [gʁɛndəlbʁux]；阿尔萨斯语：Grandelbrüech）是法国下莱茵省的一个市镇，属于莫尔塞姆区。

## 地理
格伦德尔布吕什（48°29'33"N, 7°19'22"E）面积14.63 平方千米，位于法国大東部大區下莱茵省，该省份为法国大陆部分最东部的省份，是阿尔萨斯的一部分，今与上莱茵省组成了阿尔萨斯欧洲集体，其南至上莱茵省，西南接孚日省和默尔特-摩泽尔省，西接摩泽尔省，北与德国接壤。
与格伦德尔布吕什接壤的市镇（或旧市镇、城区）包括：巴朗巴克、伯尔什、莫尔基什、布吕克河畔米尔巴克、纳茨维莱尔、奥特罗特、罗赛姆、吕斯。
格伦德尔布吕什的时区为UTC+01:00、UTC+02:00（夏令时）。

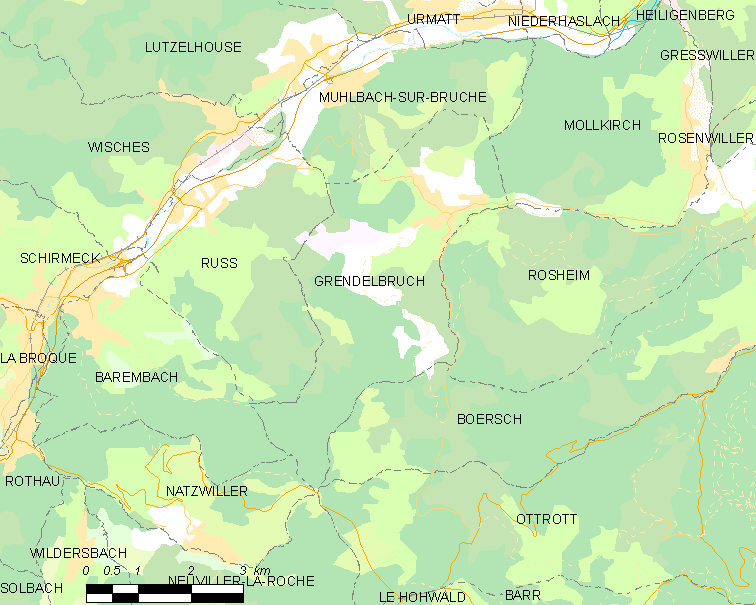
格伦德尔布吕什的OSM定位图

## 行政
格伦德尔布吕什的邮政编码为67190，INSEE市镇编码为67167。

## 政治
格伦德尔布吕什所属的省级选区为莫尔塞姆县。

## 人口

1962-2008年间格伦德尔布吕什人口变化图示

格伦德尔布吕什于2022年1月1日时的人口数量为1224人。